# John Douglas Cockcroft
Sir John Douglas Cockcroft (Todmorden, 27 maggio 1897 – Cambridge, 18 settembre 1967) è stato un fisico britannico.
Con l'irlandese Ernest Walton, ottenne nel 1932 la disintegrazione nucleare, ottenuta colpendo nuclei di litio e boro con protoni accelerati artificialmente. Per accelerare i protoni a elevate energie, i due fisici svilupparono un tipo di acceleratore di particelle, ora chiamato generatore di Cockcroft-Walton,che permise loro di inaugurare l'era della fisica nucleare, studiata attraverso esperimenti con particelle accelerate. La disintegrazione nucleare fu il primo esempio della trasmutazione degli elementi sognata dagli alchimisti, la tecnica successivamente sviluppata ha portato alla costruzione delle armi atomiche e delle centrali nucleari. Quello storico esperimento valse a Cockcroft il Premio Nobel per la fisica del 1951, che condivise con Walton.

## Biografia
Cockcroft si laureò nel 1922 all'Università di Cambridge dove entrò al famoso Laboratorio Cavendish, nel gruppo dei migliori ricercatori diretti dal grande Ernest Rutherford. Qui, prima di sperimentare la disintegrazione atomica, si dedicò a vari lavori fra i quali la produzione di basse temperature e di campi magnetici intensi, in collaborazione con Pëtr Leonidovič Kapica, uno dei maggiori fisici sovietici.
Sempre a Cambridge, fu professore di filosofia naturale dal 1939 al 1946.
Durante la seconda guerra mondiale ebbe una parte di primo piano nello sviluppo del radar e nella organizzazione della difesa aerea . In particolare, nel 1939 fu nominato Assistente direttore delle ricerche presso il Ministero degli Approvvigionamenti; tra il 1941 ed il 1944 fu sovraintendente presso il settore ricerche e sviluppo della difesa aerea. Durante il periodo della guerra Cockcroft studiò l'installazione delle stazioni radar lungo la costa britannica per la difesa del territorio metropolitano dai bombardamenti tedeschi.
Verso la fine della guerra si specializzò soprattutto in ricerche nucleari: nel 1944 si trasferì in Canada, a Montréal, dove assunse la direzione della divisione per le ricerche nel campo dell'energia atomica del National Research Council del Canada. Nel 1946 fu chiamato a dirigere il Centro atomico inglese di Harwell, nell'Oxfordshire.
È stato il delegato britannico del consiglio del CERN e il presidente del Nuclear Physics Sub-Committee del Dipartimento della ricerca scientifica e industriale.
Dal 1959 fino alla morte fu direttore del Churchill College, istituto per il progresso della scienza e della tecnologia.
Nel 1961 ricevette il premio Atomi per la pace.